# Phaedrotoma thoracotuberculata
Phaedrotoma thoracotuberculata är en stekelart som först beskrevs av Fischer 1964.  Phaedrotoma thoracotuberculata ingår i släktet Phaedrotoma och familjen bracksteklar. Inga underarter finns listade i Catalogue of Life.